# كوريو سخالين
كوريّو سخالين (بالروسية: Сахалинские корейцы) (هانغل: 사할린 한인)، هم المواطنين الروس الذين ترجع جذورهم إلى المهاجرين الكوريين من مقاطعتي غيونغسانغ وجولا في كوريا الجنوبية الحالية، وبدأ الهجرة الكورية إلى جزيرة سخالين ما بين الثلاثينيات والأربعينيات في حقبة الوجود العسكري الياباني في منطقة سخالين مايسمى محافظة كارافوتو، وكانت الحكومة اليابانية قد أجبرت الكوريين السخالينيين على العمل في المهن الشاقة بسبب نقص اليد العاملة في فترة الحرب العالمية الثانية، وبعد أن اجتاحت القوات السوفيتية جزيرة سخالين، فإن الكوريين السخالينيين لم يتمكنوا من المغادرة إلى اليابان أو شبه الجزيرة الكورية، وتمكّن كوريو سخالين من العودة إلى وطنهم الأم عن طريق الحكومة اليابانية بغرض العودة إلى وطنهم الأم كوريا الجنوبية.
ظلّت الغالبية العظمى من الكوريين السخالينيين يفضلون البقاء في جزيرة سخالين حتى يومنا هذا، ويتحدثون باللغة الروسية.